# جيزام جونيش
جيزام جونيش هي ممثلة تركية ولدت في (30 نوفمبر 1995).

## الحياة الشخصية
ولدت جيزام في إسطنبول، تخرجت من جامعة مرمرة قسم تدريس اللغة الفرنسية.

## الحياة الفنية
حضرت دورات لدراسة البالية الكلاسيكي والتمثيل الموسيقي والرقص الحديث بالمعهد الموسيقي للاتحاد الدولي للاتصالات، ظهرت لأول مرة وهي في الخامسة من عمرها في التجارية التلفزيونية.
كانت تجربتها التمثيلية الأولى في المسلسل التلفزيوني الف ليلة وليلة Binbir Gece في عام 2007. 

### أعمالها
في المسلسلات:
- 2009-2007- مسلسل الف ليلة وليلة (Binbir Gece)
- 2013- مسلسل مركز كل شيء بخير (Her sey yolunda merkez)
- 2018-2017 – مسلسل طيور بلا اجنحة (Kanatsiz Kuslar)
- 2017- الاعصار الذي بداخلي (Içimdeki Firtina).
- 2018- مسلسل الحب الأول (4N1K)
- 2021-2019 – مسلسل نجمة الشمال (Kuzey Yildizi)
- 2022- مسلسل اسمه حب (Adı Sevgi)
- 2024-2025 مسسلسل المنظمة (مسلسل)

في الأفلام:
- 2019 – فيلم صوتك فيه عشق (Sesinde Ask Var).

## روابط خارجية
جيزام جونيش على موقع قاعدة بيانات الأفلام على الإنترنت